# منزل هوازن
منزل هوازن هي بلدية في في منطقة بلنسية ذاتية الحكم إسبانيا.